# San Andrés de Agües
San Andrés de Agues (Soto en asturiano y oficialmente) es una parroquia del concejo de Sobrescobio, provincia de Asturias. Está en la mitad sur del concejo, a unos 3 kilómetros de Rioseco. Tiene una superficie de 35,63 km² y una población de 257 habitantes.

## Pueblos
- Soto de Agues: Está situado a 430 metros de altitud. En este pueblo empieza y finaliza la Ruta del Alba, de las más conocidas del senderismo asturiano.
- Agües: Barrio de Soto de Agues.
- San Andrés: Barrio de Soto de Agues.

## Edificios ilustres
- Iglesia de San Andrés de Agues. Data de 1805, de estilo historicista.

## Fiestas y mercados
- Santa Ana: se celebra en el mes de julio.
- Mercado: se celebra el tercer domingo de cada mes.